# دانشگاه متروپولیتن توکیو
دانشگاه متروپولیتن توکیو (به ژاپنی: 東京都立大学, Tōkyō Toritsu Daigaku)، اغلب به عنوان TMU شناخته می‌شود، یک دانشگاه دولتی تحقیقاتی در ژاپن است.